# Jianshuiita
La jianshuiita es un mineral, óxido de manganeso y magnesio, perteneciente al grupo de la calcofanita. Fue descubierto a partir de ejemplares obtenidos en el yacimiento de manganeso de Luzhai, en Jianshui, Yunan (China), que consecuentemente es la localidad tipo. El nombre deriva del de la localidad.

## Propiedades físicas y químicas
La jianshuiita es isoestructural con la calcofanita, aurorita y ernieniquelita. La estructura de este mineral está formada por capas de octaedros de Mn-O, con iones de magnesio en el espacio entre capas. este magnesio puede estar substituido en parte por níquel o manganeso divalente. También puede contener iones de calcio. Aparece en forma masiva, finamente granular o como agregados plumosos, mezclada generalmente con otros minerales de manganeso.

## Yacimientos
La jianshuiita es un mineral muy raro, que solamente se ha encontrado en pocas localidades en el mundo. Además de en la localidad tipo, aparece en las lateritas niquelíferas de Wingellina, en Australia Occidental y en una pegmatita en el monte Szklana, en baja Silesia (Polonia), En España se ha encontrado, asociada a todorokita y a rancieíta, en las minas de hierro de Ojos Negros, en Teruel. También existe en algunos nódulos de manganeso de Walvis Ridge, en el Océano Atlántico.